# Liste der italienischen Nobelpreisträger
Angeregt von Bertha von Suttner, wird seit 1901 aus den Stiftungsgeldern des schwedischen Chemikers und Industriellen Alfred Nobel (1833–1896) der Nobelpreis finanziert. Folgende Italiener erhielten die Auszeichnung (Stand: 7. Oktober 2020):
Die mit einem Stern (*) gekennzeichneten werden vom Nobelpreiskomitee für die USA geführt, wo sie wissenschaftlich tätig waren, nachdem sie in Italien geboren wurden und bis auf Capecchi studiert haben.

## Friedensnobelpreis
- Ernesto Teodoro Moneta (1833–1918), 1907

## Nobelpreis für Literatur
- Giosuè Carducci (1835–1907), 1906
- Grazia Deledda (1871–1936), 1926 (verliehen 1927)
- Luigi Pirandello (1867–1936), 1934
- Salvatore Quasimodo (1901–1968), 1959
- Eugenio Montale (1896–1981), 1975
- Dario Fo (1926–2016), 1997

## Nobelpreis für Chemie
- Giulio Natta (1903–1979), 1963

## Nobelpreis für Physik
- Guglielmo Marconi (1874–1937), 1909
- Enrico Fermi (1901–1954), 1938
- Emilio Segrè (1905–1989), 1959
- Carlo Rubbia (* 1934), 1984
- Riccardo Giacconi (1931–2018), 2002
- Giorgio Parisi (* 1948), 2021

## Nobelpreis für Physiologie oder Medizin
- Camillo Golgi (1843–1926), 1906
- Daniel Bovet (1907–1992), 1957
- Salvador Luria (1912–1991), 1969
- Renato Dulbecco (1914–2012), 1975
- Rita Levi-Montalcini (1909–2012), 1986
- Mario Capecchi (* 1937), 2007

## Nobelpreis für Wirtschaftswissenschaften
- Franco Modigliani (1918–2003), 1985